# 4545 Primolevi
4545 Primolevi este un asteroid din centura principală, descoperit pe 28 septembrie 1989, de Henri Debehogne.